# Сезар (кінопремія, 2012)
37-я церемонія вручення нагород премії «Сезар» за заслуги в галузі кінематографа за 2011 рік відбулася 24 лютого 2012 року в театрі Шатле (Париж, Франція). Номінанти були оголошені 27 січня 2012 року.

## Список лауреатів та номінантів

### Найкращий фільм
- Артист / The Artist / L'artiste (продюсер: Тома Лангманн, режисер: Мішель Азанавічус)
  - Управління державою / L'Exercice de l'État (продюсер:  Деніс Фрейд, режисер: П'єр Шоллер)
  - Я оголошую війну / La guerre est déclarée (продюсер:  Едуард Вейл, режисер: Валері Донзеллі)
  - Гавр / Le Havre (продюсер:  Фаб'єн Воньє, режисер: Акі Каурісмякі)
  - 1+1 / Intouchables (продюсери:  Ніколя Дюваль-Адассовскі, Ян Зено, Лорен Зейтун, режисери: Ерік Толедано, Олів'є Накаш)
  - Батько[fr] (продюсер:  Мішель Сейду, режисер: Ален Кавальє)
  - Паліція / Polisse (продюсер:  Ален Атталь, режисер: Майвенн)

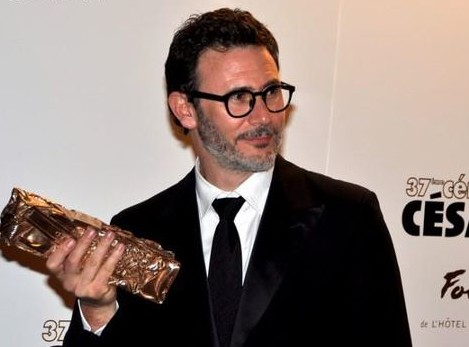
Мішель Азанавічус

### Найкраща режисура

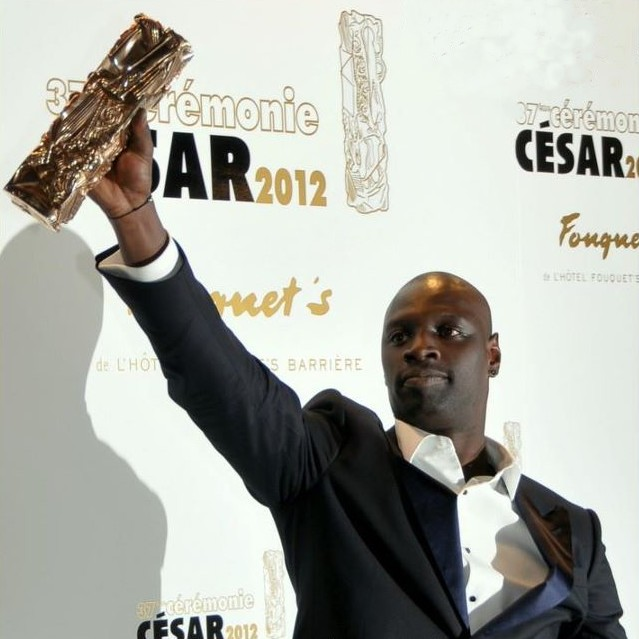
Омар Сі

- Мішель Азанавічус за фільм «Артист»
  - Ален Кавальє — «Батько»
  - Валері Донзеллі — «Я оголошую війну»
  - Акі Каурісмякі — «Гавр»
  - Майвенн — «Паліція»
  - П'єр Шоллер — «Управління державою»
  - Ерік Толедано та Олів'є Накаш — «1+1»

### Найкраща чоловіча роль
- Омар Сі — «1+1»
  - Самі Буажила — «Омар мене вбити» (Omar m'a tuer (film)[fr])
  - Франсуа Клюзе — «1+1»
  - Жан Дюжарден — «Артист»
  - Олів'є Гурме — «Управління державою»
  - Дені Подалідес — «Завоювання» (La Conquête[fr])  (за роль Ніколя Саркозі)
  - Філіпп Торретон — «Передбачувані винні» (Présumé Coupable (film, 2011)[fr])

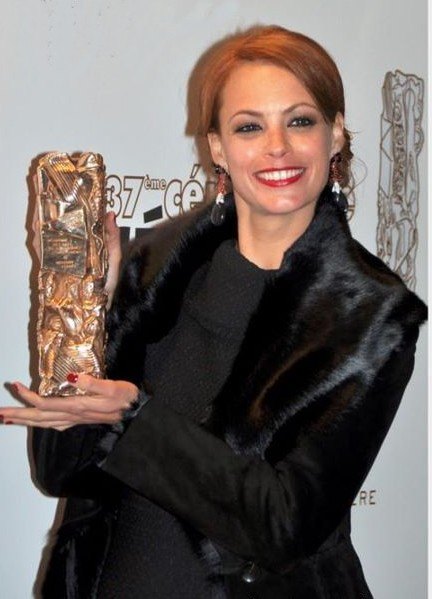
Береніс Бежо

### Найкраща жіноча роль
- Береніс Бежо — «Артист»
  - Аріана Аскарід — «Сніги Кіліманджаро» (Les Neiges du Kilimandjaro (film, 2011)[fr])
  - Лейла Бехті — «Жіночий джерело» (La Source des femmes[fr])
  - Валері Донзеллі — «Я оголошую війну»
  - Марина Фоїс — «Паліція»
  - Марі Жіллен — «Всі наші бажання» (Toutes nos envies[fr])
  - Карін Віар — «Паліція»

### Найкраща чоловіча роль другого плану
- Мішель Блан — «Управління державою»
  - Ніколя Дювошель — «Паліція»
  - JoeyStarr (Дідьє Морвіль) — «Паліція»
  - Бернар Ле Кок — «Завоювання»  (за роль Жака Ширака)
  - Фредерік П'єро — «Паліція»

### Найкраща жіноча роль другого плану
- Кармен Маура — «Жінки з 6-го поверху»
  - Забу Брайтман — «Управління державою»
  - Анн Ле Ні — «1+1»
  - Ноемі Львовскі — «Будинок терпимості»
  - Кароль Роше — «Паліція»

### Найперспективніший актор
- Грегорі Гадебуа (Grégory Gadebois[fr]) — «Анжель та Тоні» (Angèle et Tony[fr])
  - Ніколас Бріде — «Будь моїм сином» (Tu seras mon fils[fr])
  - Гійом Гуї — «Джиммі Рив'є» (Jimmy Rivière[fr])
  - П'єр Ніне — «Люблю дивитися на дівчат» (J'aime regarder les filles (film)[fr])
  - Дімитрій Сторож (Dimitri Storoge[fr]) — «Недоторканні» (Les Lyonnais[fr])

### Найперспективніша акторка
- Нейдра Айяді (Naidra Ayadi[fr]) — «Паліція»
- Клотильда Ем — «Анжель та Тоні»
  - Адель Енель — «Будинок терпимості»  (за роль Леа)
  - Селін Саллетт  — «Будинок терпимості»  (за роль Клотільди)
  - Кріста Тере — «Дитинка» (La Brindille[fr])

### Найкращий оригінальний сценарій
- П'єр Шоллер — «Управління державою»
  - Валері Донзеллі та Жеремі Елькайм — «Я оголошую війну»
  - Мішель Азанавічус — «Артист»
  - Майвенн та Емманюель Берко — «Паліція»
  - Ерік Толедано та Олів'є Накаш — «1+1»

### Найкращий адаптований сценарій
- Ясміна Реза та Роман Поланскі — «Різанина»
  - Давид Фонкінос  — «Ніжність»
  - Vincent Garenq[fr] — «Передбачувані винуватці»
  - Олів'є Горс, Рошді Зем, Рашид Бушареб та Олів'є Лорел — «Омар мене вбити»
  - Матьє Кассовіц, П'єр Геллер та Бенуа Жобер — «Порядок та мораль» (L'Ordre et la Morale[fr])

### Найкращий оригінальний саундтрек
- Людовик Бурсі (Ludovic Bource[fr]) — «Артист»
  - Алекс Бопен (Alex Beaupain[fr]) — «Возлюблені»
  - Бертран Бонелло — «Будинок терпимості»
  - Матьє Шедід та Патріс Ренсон — «Монстр в Парижі»
  - Філіп Шоллер (Philippe Schœller[fr]) — «Управління державою»

### Найкращий монтаж
- Лор Гердетт (Laure Gardette[fr]) та Ян Деде (Yann Dedet[fr]) — «Паліція»
  - Анна-Софі Бьєн (Anne-Sophie Bion[fr]) та Мішель Азанавічус — «Артист»
  - Лоранс Бріо (Laurence Briaud[fr]) — «Управління державою»
  - Полін Галлардо — «Я оголошую війну»
  - Доріан Рігаль-Ансу — «1+1»

### Найкраща робота оператора
- Гійом Шиффман — «Артист»
  - П'єр Айм (Pierre Aïm[fr]) — «Паліція»
  - Жозі Дешайє — «Будинок терпимості»
  - Жульєн Ірш (Julien Hirsch[fr]) — «Управління державою»
  - Матьє Вадп'єд (Mathieu Vadepied[fr]) — «1+1»

### Найкращий звук
- Олів'є Еспель, Джулі Брента, Жан-П'єр Лафорс — «Управління державою»
  - Паскаль Арман (Pascal Armant[fr]), Жан Гудьє, Жан-Поль Ур'є (Jean-Paul Hurier[fr]) — «1+1»
  - Жан-П'єр Дюре (Jean-Pierre Duret[fr]), Ніколя Моро, Жан-П'єр Лафорс — «Будинок терпимості»
  - Нікола Прово, Рим Дебар-Мунір, Еммануель Крозе — «Паліція»
  - Андре Ріго, Себастьєн Савін, Лоран Габйо — «Я оголошую війну»

### Найкращий анімаційний фільм
- Кіт рабина[fr] (режисери:Жоанн Сфар (Joann Sfar[fr]) та Антуан Делево, продюсер:Антуан Делево)
  - Le cirque (режисер:  Ніколас Бролт, продюсер: Паскаль Ле Нотр)
  - La queue de la souris (режисер:  Бенжамін Реннер, продюсер: Аннік Таненж)
  - Картина/Le Tableau[fr] (режисер: Жан-Франсуа Лагуна (Jean-François Laguionie[fr]), продюсери: Armelle Glorennec та Ерік Жако)
  - Монстр у Парижі/Un monstre à Paris (режисер: Ерік Бержерон (Éric Bergeron[fr]), продюсер: Люк Бессон)

### Найкращий іноземний фільм
- Надер і Симін: Розлучення / جدایی نادر از سیمین (Іран, режисер:Асгар Фархаді)
  -  Чорний лебідь / Black Swan (США, режисер: Даррен Аронофскі)
  -  Промова короля / The King's Speech (Велика Британія, режисер: Том Гупер)
  -  Драйв / Drive (США, режисер: Ніколаса Віндінга Рефна)
  -  Хлопчик з велосипедом / Le gamin au vélo (Бельгія, режисери: Жан-П'єр Дарденн і Люк Дарденн)
  -  Пожежі / Incendies (Канада, режисер: Дені Вільнев)
  -  Меланхолія / Melancholia (Данія, режисер: Ларс фон Трієр)

### Почесний «Сезар»
- Кейт Вінслет